# Code 128

"Wikipedia" codificado en Code 128-B.

Code 128 es un código de barras de alta densidad, usado ampliamente para la logística y paquetería. Puede codificar caracteres alfanuméricos o solo numéricos. Con este código es posible representar todos los caracteres de la tabla ASCII, incluyendo los caracteres de control.
Para comprender cómo se codifica este código, debemos tener en cuenta que cada ASCII se codifica mediante 11 barras.
Por ejemplo , el carácter ASCII <espacio> está formado por:
- Dos barras negras
- Una barra  blanca
- Dos barras negras
- Dos barras blancas
- Dos barras negras
- Dos barras blancas
- TOTAL= 11 Barras.

El código en realidad incluye seis zonas:
- A la izquierda, una zona en blanco que debería tener la longitud de dos caracteres.
- El carácter de inicio.
- Un número variable de caracteres ASCII y es lo más útil de este código.
- Un dígito para checkear la integridad de los datos.
- Un carácter de fin o "Stop character"
- A la derecha, una zona en blanco equivalente a dos caracteres.